# Charles Eley
Charles Ryves Maxwell Eley (ur. 16 września 1902 w Samford, zm. 15 stycznia 1983 w East Bergholt) – brytyjski wioślarz, złoty medalista olimpijski.
Kształcił się w Eton College i Kolegium Trójcy Świętej University of Cambridge. W 1924 brał udział w The Boat Race, osada Cambridge odniosła zwycięstwo.
Wystąpił na igrzyskach olimpijskich w Paryżu w 1924, gdzie Brytyjczycy w składzie: Charles Eley, James MacNabb, Robert Morrison i Terence Sanders zdobyli złoty medal w czwórkach bez sternika. W wyścigu finałowym o 4,4 sekundy wyprzedzili Kanadyjczyków. Był to jego jedyny start olimpijski.
Poza sportem Eley pracował w Imperial Chemical Industries.
W 1949 został oficerem Orderu Imperium Brytyjskiego.